# Sean Levitt
Sean Levitt (Long Beach, CA, 14 de marzo de 1955–París, 8 de julio de 2002) fue un guitarrista estadounidense de jazz que pasó la última etapa de su vida en España. Colaboró con el Taller de Músics de Barcelona como profesor y puede ser considerado una destacada figura interpretando y componiendo temas de bebop. Compuso Es la historia de un amor, pieza publicada por Eladio Reinón en 1993. 
Cuando tenía 13 años, Sean Levitt formó parte del grupo familiar de los Levitts, con el que grabó el disco We Are the Levitts en 1968. 
Su técnica para improvisar desplegando abanicos de corcheas en todos los cromatismos del bebop se puede apreciar en las pocas grabaciones que hay de él.

## Discografía
- Sean Levitt (1997)
- Live at Els Quatre Gats[1] (2003)
- Vol.1 Alone Together (2003)
- Vol.2 from Paris With Love (2003)